# Kaaba
Kaaba (în arabă: ٱلْكَعْبَة‎ al-kaʿbah, pronunție în arabă: [alˈkaʕba]; însemnând „cubul”) este un lăcaș de cult care se găsește la Mecca. Este cel mai sfânt loc al islamului.. În jurul construcției se găsește Moscheea Sfântă din Mecca (المسجد الحرا).

## Kaaba
Kaaba este un sanctuar care se află la Mecca sub forma unui cub. Religia islamică îl considera ca primul și cel mai sfânt lăcaș de cult. Această construcție este înconjurată de Al-Masğid al-Harām (المسجد الحرا). Coranul subliniază că Kaaba a fost construită de către Avraam și fiul său Ismail. Toți musulmanii din lume, în orice colt al lumii s-ar afla ei se îndreaptă în timpul rugăciunii zilnice (salat) către Kaaba. Direcția în care se află Kaaba se numește qibla.  Hajjul fiind  unul din cei 5 stâlpi ai islamului, acesta se face la Kaaba. În timpul pelerinajului se fac 7 tururi în jurul Kaabei care se numeste tawaf. La hajj trebuie făcute cel puțin doua tawafuri care sunt obligatorii (fard) și anume tawaf-ul de vizită și de adio. Celelalte tawafuri fiind sunnah. Tawaf este să faci 7 ture  de mers în jurul Kaabei, care începe de la colțul Pietrei negre - Hajer Aswad, în sens opus al acelor de ceasornic. Fiecare tur poartă numele de șawt. Tawaful face parte și din condițiile Umra. În perioada de pelerinaj, în acceași zi, 6 milioane de oameni fac tawaf.

## Dimensiuni
Kaaba se găsește în centrul moscheii care se numește Al-Masğid al-Harām (المسجد الحرا). Pereții sanctuarului formează aproape un cub. Peretele de nord–estic are 10,7 m, peretele nord-vestic 15,2 m; peretele sud-vestic 13,10 m; peretele sud-estic  12,2 m iar înălțimea 13 metri. Astfel construcția are o suprafață de 145 m². Kaaba este construită din pietre de granit scoase din carierele din jurul Mecăi.

## Structura sanctuarului
În interiorul sanctuarul se intră doar de două ori pe an, înainte de începerea lunii Ramadan și cu 15 zile înainte de ritualul de pelerinaj Hajj și a sărbătorii Al-Adha. Cheia Kaabei este păstrată de către cei din tribul Ben-i Șeybeh. După obicei aceștia, împreună cu oaspeți de onoare intră în interior pentru “Ceremonialul de Curățenie”. Pentru a intra înăuntrul sanctuarului se folosește o scară cu rotile deoarece ușa Kaabei este la înălțime față de sol. Tavanul este din lemn. Podeaua este acoperită cu marmură și granit în formă de pătrate. Pereții interiori de la tavan până la jumătate sunt înveliți cu marmura și pe acești pereți sunt puse tablete sculptate cu versete din Coran. Deasupra pereților interiori se găsește un material de culoare verde pe care sunt scrise versete din Coran cu broderie de aur.

## Părțile Kaabei

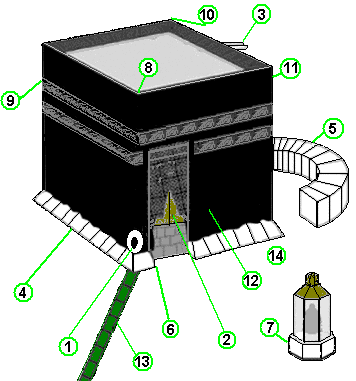

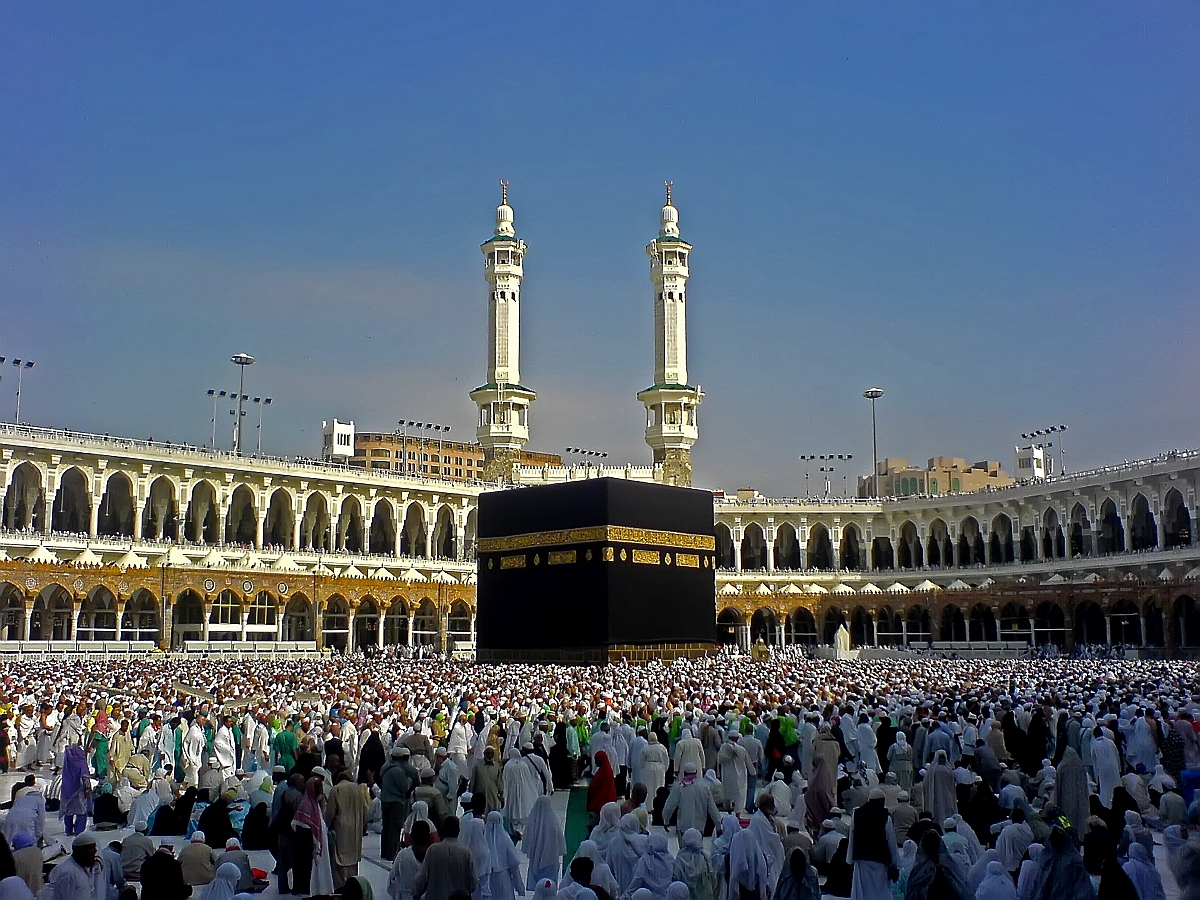
Pelerini înconjurând Kaaba

1. Hajerul Aswad este o piatră neagră strălucitoare care se găsește în colțul de est al sanctuarului. Musulmanii cred că această piatră e trimisă din rai. În urma izbucnirii unui incendiu, din cauza căldurii, această piatră s-a fărâmițat în 15 bucățele. Astăzi bucățile acestei pietre sunt păstrate într-un suport din plumb și argint, încastrat în colțul estic al Kaabei. Partea care este vizibilă are 16,5 x 20 cm.
2. Ușa Kaabei se află pe peretele nord-estic la o înălțime de 2,13 m de sol .
3. Mizab  altinoluka (canelura de aur) se află pe peretele nord-vestic. Este o canelură confecționată din aur care este deasupra peretelui nord-vestic al sanctuarului, pentru a împiedica colectarea apei de ploaie pe acoperișul Kaabei. A fost adăugată de către otomani atunci când Kaaba a fost reconstruită în 1627, după ce o inundație din 1626 a provocat prăbușirea a trei dintre cele patru ziduri.
4. Șadarwan este o ridicătură din  marmură care protejează să nu se infiltreze apă în  temelie, în caz de inundații și ploi.
5. Hatim este o porțiune curbată de marmură albă, în formă de semicerc cu niște pereți scunzi. I se mai spune și Peretele lui Ismail. Este situat în fața peretelui nord-vestic și are o înălțime 90 cm și o lățime de 1,5 m.
6. Multazam  este porțiunea de perete dintre Ușa Kaabei și Piatra Neagră de pe peretele nord-estic.
7. Maqam Ibrahim este locul lui Ibrahim, este urma lăsată de piciorul lui Ibrahim, în timp  ce construia Kaaba cu fiul său Ismail. Se găsește în dreapta peretelui estic.
8. Colțul  estic este numit “Hajer al Aswad” sau Șarki.
9. Colțul de sud  "Yemani" pentru că este orientat spre Yemen.
10. Colțul vestic "Șami" pentru că este orientat spre Damasc.
11. Colțul Nordic "Iraki" pentru că este orientat spre Irak.
12. Sitara sau kiswa este cuvertura de culoare neagră, care are pe ea scrieri caligrafice, lucrate cu fire de aur. Materialul este țesut cu fire de mătase, brodat cu scrierea șahadei. Iar în  porțiunea de acoperiș este o bandă cu broderie de aur. Pe această bandă, care este ca o curea, sunt brodate versete. Această cuvertură, în fiecare perioadă de pelerinaj, se  reînnoiește. Reînnoirea are loc în timpul pelerinajului când pelerinii se afla pe Muntele Arafat.[7][8]
13. O bandă din  marmură care arată linia de începere al tawafului.
14. Maqam Jibril se află în fața peretelui estic, în locul unde nu se află ușa, imediat lângă colțul Yemani.

## Istoric
De a lungul istoriei Kaaba a suferit mai multe transformări. În anumite perioade a fost reconstruit parțial sau total. După tradiția islamică se crede că Adam a fost cel care a construit pentru prima dată  Kaaba și că de la el ar mai fi rămas în picioare doar  temelia. Dar Coranul spune că Avraam și fiul său Ismail au pus temelia Kaabei (Sura Al-Baqara :127).
În perioada preislamică la Kaaba se găseau 360 de idoli în care credeau arabii politeiști. Cel mai mare și mai puternic dintre acești idoli era Hubal, un zeu de origine nabateană ce era considerat a fi protector al caravanelor.
În timpul profetului Mohamed, Kaaba a intrat sub controlul musulmanilor și toate statuile de idoli distruse. Acum Kaaba are o înălțime de 16 metri. Se presupune că Kaaba era mult mai joasă în anul 630 când profetul Mohamed a cucerit Mecca, deoarece ginerele său, Ali l-a ridicat pe umeri și a dărâmat toate statuile.
În confruntarea dintre Yazid și Ibn-i Zubayr, Kaaba a fost lovită de catapulte, dărâmându-se și luând foc. Ibn-i Zubayr a dărâmat Kaaba și a reconstruit-o. Iar în timpul lui Marwan a fost reconstruită ca în forma inițială. În timpul sultanului Soliman Magnificul a fost restaurată. Construcția cu arcade (cupole) înconjoară de jur împrejur Kaaba, nu depășește înălțimea sanctuarului. A fost construită de sultanul otoman Selim al II-lea, planul arhitectural fiind făcut de arhitectul Mimar Sinan. A cincea reparație a făcut-o sultanul Ahmet I, iar în timpul lui Murat al IV-lea a avut loc o inundație care a distrus tot și fiind reconstruită din nou. În interiorul Ka’bei pe pereți se găsesc 9 sculpturi, un verset sculptat în perete cu scris de aur, o ladă de lemn cu ornamente scluptate, o sobă istorică în care se aprindea tămâie, vas din metal pentru apa sfântă Zamzam și felinare.

## Importanța religioasă
Qibla este direcția în care toți musulmanii se îndreaptă când își fac rugăciunile (salat) zilnice. După școala Hanefită, qibla este Kaaba și  spațiul de deasupra care se ridică spre cer, iar după școala șiită qibla este doar partea  de construcție a Kaabei.

## Hajj– pelerinajul
Pelerinajul este unul din stâlpii islamului care cuprinde vizitarea Kaabei și tawaful (înconjurul ei de 7 ori).

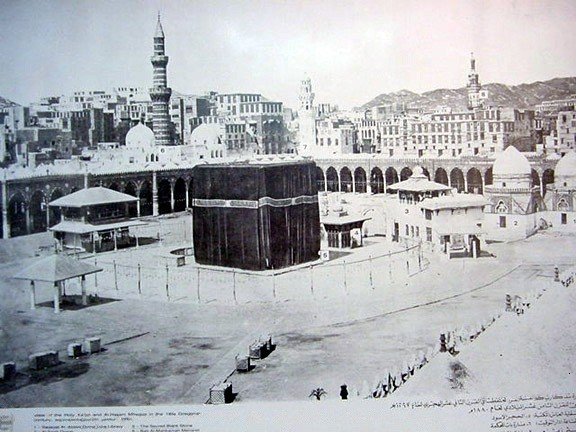
Kaaba în 1880.